# Euryglossina incompleta
Euryglossina incompleta är en biart som först beskrevs av Exley 1974.  Euryglossina incompleta ingår i släktet Euryglossina och familjen korttungebin. Inga underarter finns listade i Catalogue of Life.

## Bildgalleri

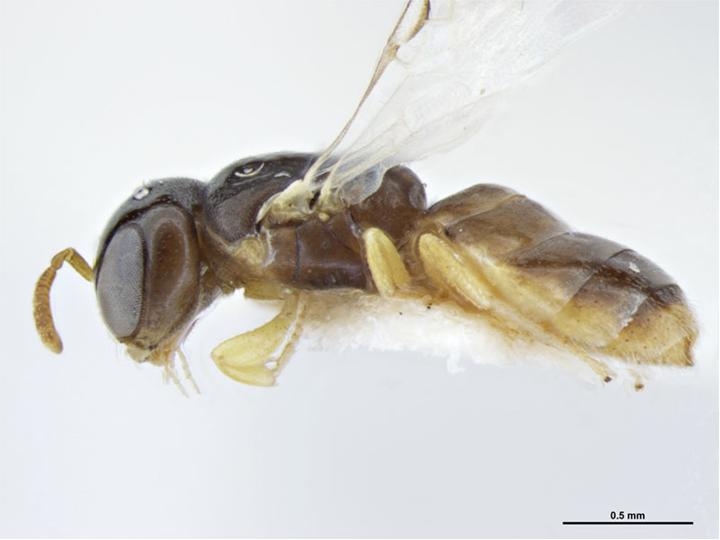
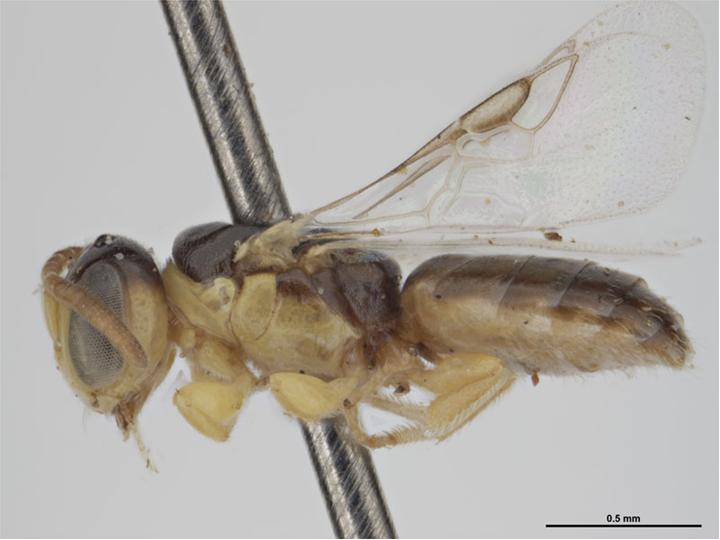